# Herzogwind
Herzogwind ist ein Gemeindeteil der Gemeinde Obertrubach im Landkreis Forchheim (Oberfranken, Bayern).

## Geografie

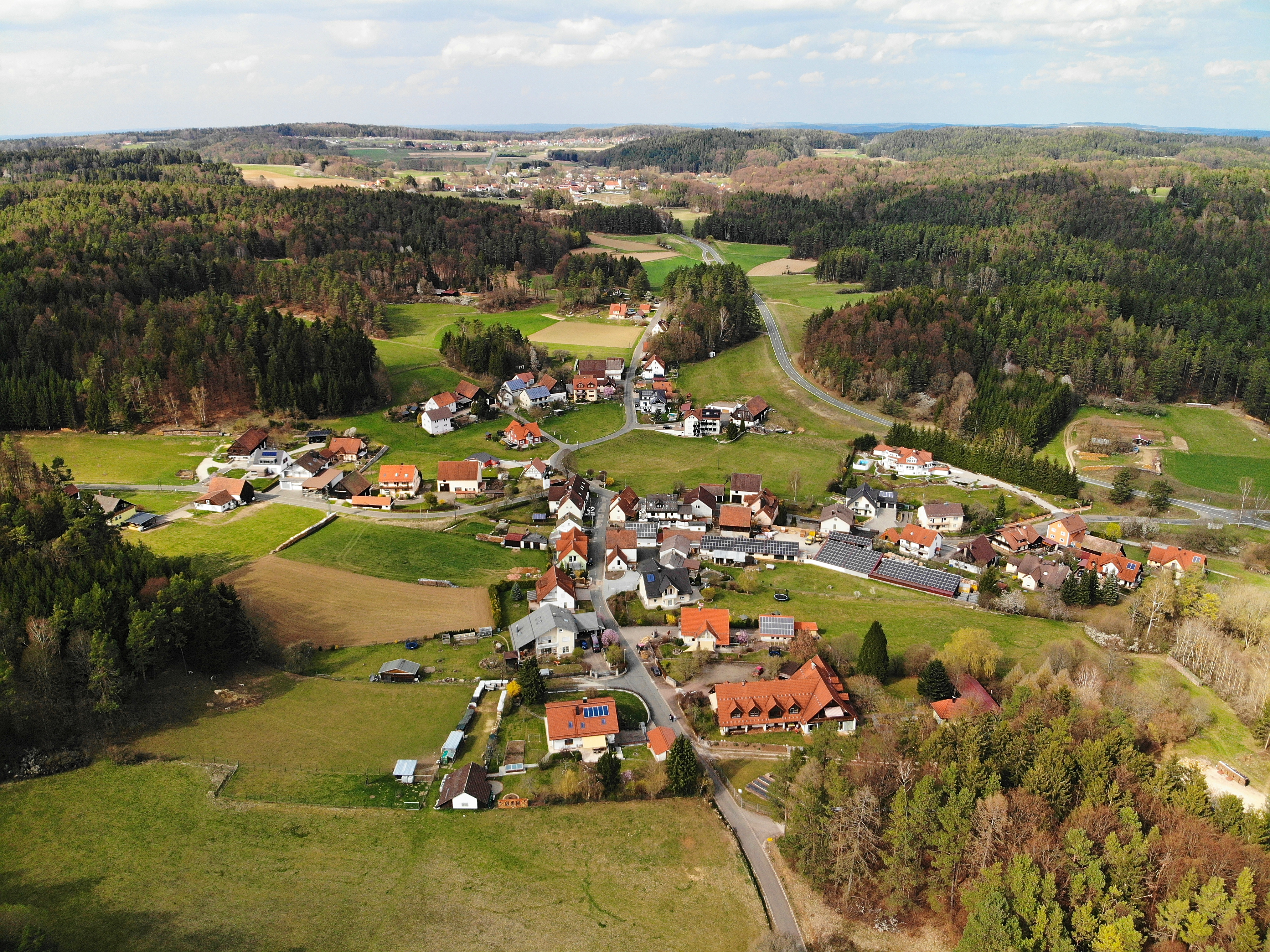
Luftaufnahme von Herzogwind

Das Dorf liegt im südlichen Randbereich der Wiesentalb etwa einen Kilometer nordwestlich des Ortszentrums von Obertrubach auf einer Höhe von 466 m ü. NHN.

## Geschichte
Die erste schriftliche Erwähnung des Ortes war im Jahr 794 unter dem Namen „Herzewin“. Bis zum Ende des 18. Jahrhunderts unterstand Herzogwind der Landeshoheit des Hochstifts Bamberg. Die Dorf- und Gemeindeherrschaft übte dessen Vogteiamt Leienfels aus. Als das Hochstift Bamberg infolge des Reichsdeputationshauptschlusses 1802/03 säkularisiert und unter Bruch der Reichsverfassung vom Kurfürstentum Pfalz-Baiern annektiert wurde, wurde damit auch Herzogwind Bestandteil der während der „napoleonischen Flurbereinigung“ in Besitz genommenen neubayerischen Gebiete.
Durch die Verwaltungsreformen zu Beginn des 19. Jahrhunderts im Königreich Bayern wurde Herzogwind mit dem Zweiten Gemeindeedikt im Jahr 1818 Bestandteil der Ruralgemeinde Obertrubach.

## Verkehr
Die Anbindung an das öffentliche Straßennetz wird hauptsächlich durch die am östlichen Ortsrand vorbeiführende Kreisstraße FO 20 hergestellt, die aus dem Südsüdosten von Obertrubach kommend in nördliche Richtung nach Bärnfels weiterführt.  Gemeindeverbindungsstraßen verbinden den Ort mit Geschwand, Hundsdorf und dem westlichen Ortsbereich von Obertrubach.

## Baudenkmäler

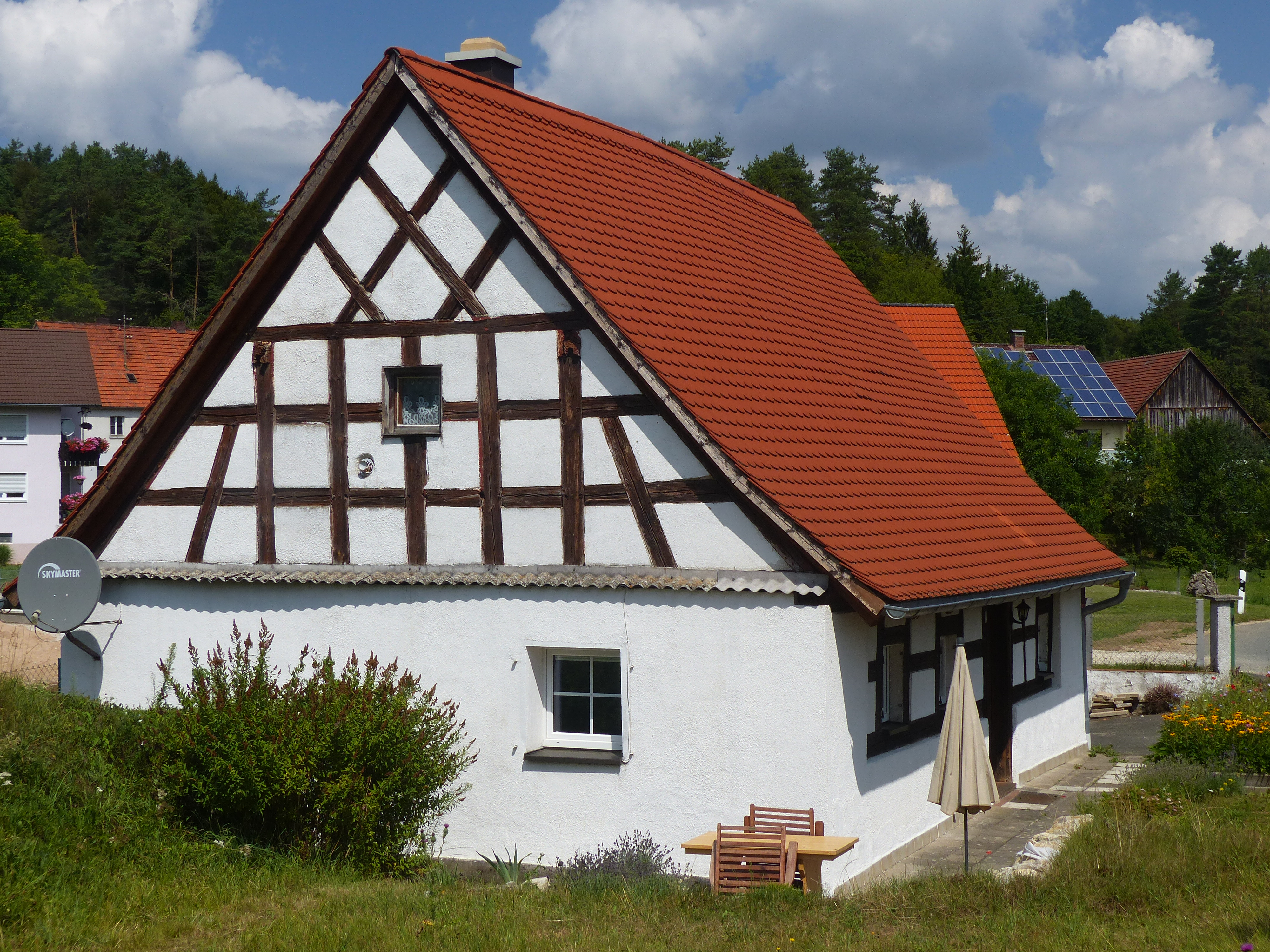
Das ehemalige Hirtenhaus

Nahe dem Ortszentrum von Herzogwind befindet sich das ehemalige Hirtenhaus aus der Zeit um 1800.